# RT-2PM2 Topol-M
RT-2PM2 Topol-M (ryska: РТ-2ПМ2 Тополь-М. NATO-rapporteringsnamn: SS-27 Sickle B) är en rysk interkontinental ballistisk robot.

## Utveckling
Utvecklingen av roboten påbörjades under det sena 1980-talet, då under sovjetisk kontroll. Efter Sovjetunionens upplösning tog Ryssland över utvecklingen och programmet genomgick vissa förändringar.
Den första testflygningen utfördes i december 1994 och 1997 levererades de första robotarna till Rysslands strategiska robotstridskrafter. Dessa placerades i redan befintliga betongsilos som tidigare hade använts till roboten UR-100N.
Det finns även en mobil version av RT-2PM2 mycket lik dess föregångare RT-2PM Topol. Denna är monterad på en terränggående MZKT-79221 lastbil och är på så sätt mycket svår att lokalisera för till exempel satelliter då dess position ständigt kan ändras.
I slutet av 2010 fanns 69 robotar i tjänst, 51 stycken i siloversion och 18 stycken i den mobila versionen.

## Skydd
RT-2PM2 är utvecklad för att kunna tränga igenom moderna robotförsvar. Genom att robotens tre raketsteg har en kort brinntid så minimeras den känsliga startfasen då en ballistisk robot kan angripas med en kraftig laser eller robotar. Den korta brinntiden gör att dessa vapen måste placeras i omloppsbana eller på ryskt territorium för att hinna skjuta ner roboten. Under den ballistiska fasen utanför atmosfären så är det största hotet mot roboten strålning och EMP från kärnvapenbestyckade antiballistiska robotar, äldre robotar kunde slås ut från avstånd på cirka tio kilometers medan RT-2PM2 kan överleva en detonation på så nära håll som 500 meter. Detta ställer betydligt högre krav på precisionen för eldledningen och målsökare för de försvarande robotarna då moderna ballistiska robotar trots namnet kan göra mindre kursförändringar under den ballistiska fasen. RT-2PM2 bär med sig ett flertal mer realistiska skenmål för att vilseleda försvaret efter att stridsspetsen har separerat från roboten under den senare delen av den ballistiska fasen och under återinträdesfasen, dessa skenmål har samma vikt och radarmålyta som den riktiga stridsspetsen. Skenmålen återinträder i atmosfären med samma hastighet och termiska signatur som stridsspetsen, till skillnad från äldre typer av skenmål som på grund av sin ringa vikt snabbt bromsades in i atmosfären.
Alla dessa försvar tar dock mycket plats och vikt och på grund av detta så bär RT-2PM2 endast en kärnstridsspets.

## Framtiden
Det finns planer på att utveckla en version av RT-2PM2 som kan bära ett större antal stridsspetsar. I maj 2007 utfördes ett test med en ny typ av robot kallad RS-24 Jars. Enligt ryska myndigheter skall denna robot vara bestyckad med flera stridsspetsar (MIRV) och kommer att tas i tjänst efter år 2010.

## Galleri

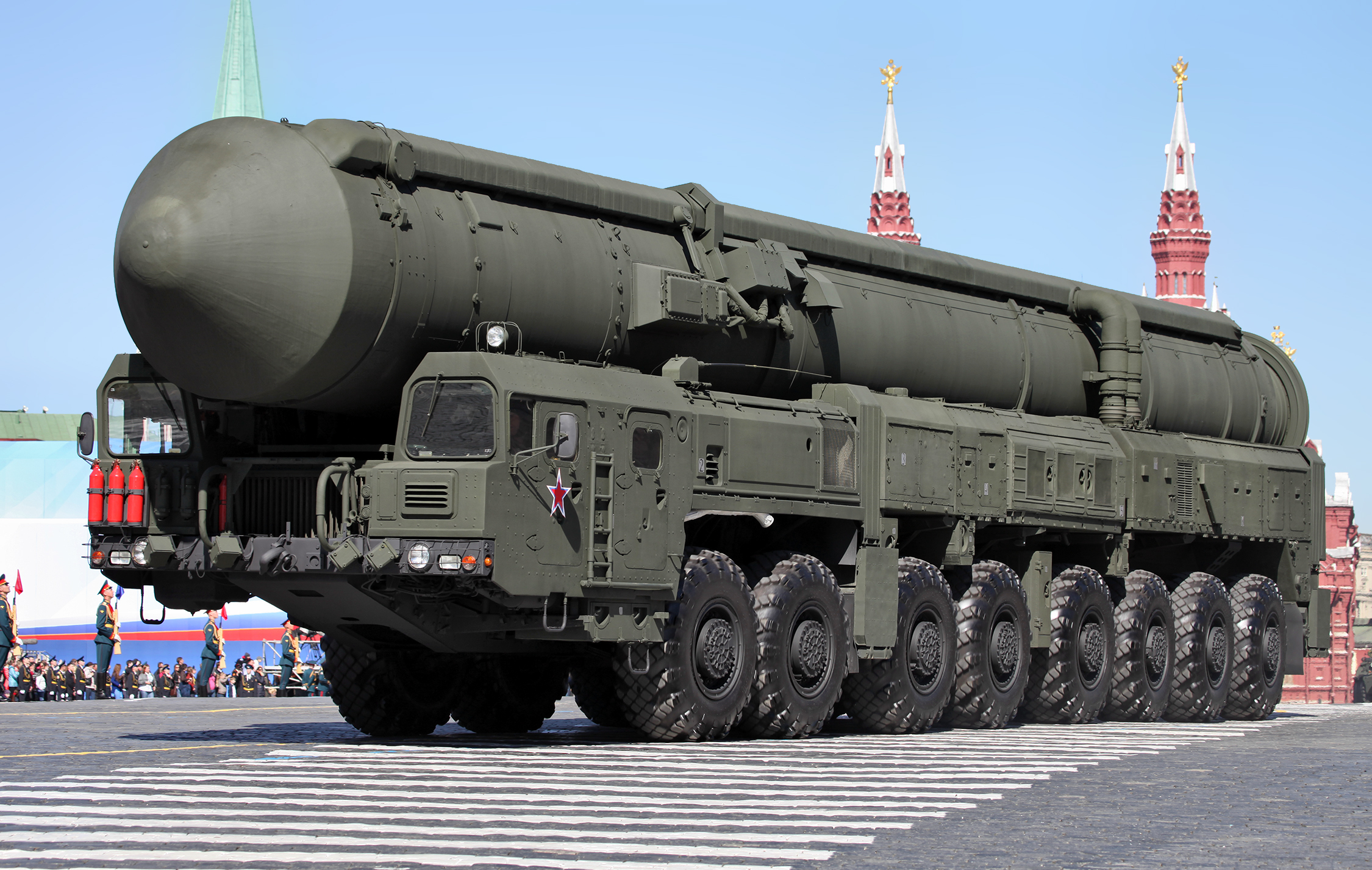
En Topol-M rullar igenom Röda torget i Moskva, Ryssland under Segerdagen, 9 maj 2013.

- Video som visar en Topol-M under avfyrning.